# Mount Gabb
Mount Gabb je hora v kraji Fresno County, ve východní části pohoří Sierra Nevada, na východě Kalifornie. S nadmořskou výškou 4 190 m náleží do první dvacítky až třicítky hor v Sieře Nevadě a v Kalifornii dle přijímané prominence.
Hora je pojmenovaná po americkém paleontologovi Williamu Gabbovi.

## Geografie
Mount Gabb se nachází v oblasti John Muir Wilderness. V blízkosti se nachází další kalifornské čtyřtisícovky Mount Morgan, Bear Creek Spire, Mount Tom nebo Humphreys Peak. Západně leží vodní nádrž Lake Thomas A Edison, východně údolí Owens Valley a pohoří White Mountains.